# Liste der Nummer-eins-Hits in Belgien (1995)
Diese Liste enthält alle Nummer-eins-Hits in Belgien im Jahr 1995.
In Belgien werden die Verkaufscharts nicht landesweit in einer einzigen Liste, sondern getrennt nach niederländischsprachigem (Flandern) und französischsprachigem (Wallonien) Gebiet ermittelt. Bis zum 31. März 1995 wurde in einer einzigen Liste, den BRT Top 30 ermittelt. Ab dem 1. April 1995 wurden dann für Flandern (Ultratop 50) und Wallonien (Ultratop 40) eigene Listen ermittelt. Außerdem kamen ab diesem Zeitpunkt für beide Regionen Albumcharts hinzu.

## Belgien

### Singles
| ← 1994 ← | Liste der Nummer-eins-Hits in Belgien | Liste der Nummer-eins-Hits in Belgien | Liste der Nummer-eins-Hits in Belgien | 1996 →                    |
| \| Zeitraum \| Wo. ges. \| Interpret \| Titel Autor(en) \| Zusätzliche Informationen \| \| (Zeitraum, Wochen auf Platz eins, Interpret, Titel, Autor[en], zusätzliche Informationen) \| \| \| \| \| \| ----------------------------------------------------------------------------------------- \| -------- \| --------------- \| --------------------------------------------------------------------------------------------------------------------------------------------------------------------------------- \| ------------------------- \| \| 31. Dezember 1994 – 6. Januar 1995 1 Woche \| 1 \| Marco Borsato \| Dromen zijn bedrog Musik: Maurizio Fabrizio; Originaltext: Riccardo Fogli, Guido Morra; niederländischer Text: Henri C. G. Kooreneef, Leonardus J. Driessen \| – \| \| 7. Januar 1995 – 27. Januar 1995 3 Wochen (insgesamt 4) \| 4 \| The Cranberries \| Zombie Dolores Mary O’Riordan \| – \| \| 28. Januar 1995 – 10. Februar 1995 2 Wochen \| 2 \| Rednex \| Old Pop in an Oak Pat Reiniz \| – \| \| 11. Februar 1995 – 17. Februar 1995 1 Woche (insgesamt 4) \| 4 \| The Cranberries \| Zombie Dolores Mary O’Riordan \| – \| \| 18. Februar 1995 – 24. Februar 1995 1 Woche (insgesamt 2) \| 2 \| Edwyn Collins \| A Girl Like You Edwyn Stephen Collins \| – \| \| 25. Februar 1995 – 3. März 1995 1 Woche (insgesamt 3) \| 3 \| Nina \| The Reason Is You Musik: Nosie Katzmann, Giora Schein, Michael Eisele, Dietmar Stehle, Frank Schlingloff; Text: Nosie Katzmann \| – \| \| 4. März 1995 – 10. März 1995 1 Woche (insgesamt 2) \| 2 \| Edwyn Collins \| A Girl Like You Edwyn Stephen Collins \| – \| \| 11. März 1995 – 24. März 1995 2 Wochen (insgesamt 3) \| 3 \| Nina \| The Reason Is You Musik: Nosie Katzmann, Giora Schein, Michael Eisele, Dietmar Stehle, Frank Schlingloff; Text: Nosie Katzmann \| – \| \| 25. März 1995 – 31. März 1995 1 Woche \| 1 \| Mark ’Oh \| Tears Don’t Lie Musik: Dario Baldan Bembo, Ciro Dammicco, Marko Albrecht; Originaltext: Francesco Specchia, Alberto Salerno, Maurizio Seymandi; zusätzlicher Text: Marko Albrecht \| – \| |                                       |                                       | |                           |
| ← 1994 |                                       |                                       | | → 1996 →                  |
| Zeitraum | Wo. ges.                              | Interpret                             | Titel Autor(en) | Zusätzliche Informationen |
| (Zeitraum, Wochen auf Platz eins, Interpret, Titel, Autor[en], zusätzliche Informationen) |                                       |                                       | |                           |
| 31. Dezember 1994 – 6. Januar 1995 1 Woche | 1                                     | Marco Borsato                         | Dromen zijn bedrog Musik: Maurizio Fabrizio; Originaltext: Riccardo Fogli, Guido Morra; niederländischer Text: Henri C. G. Kooreneef, Leonardus J. Driessen                       | –                         |
| 7. Januar 1995 – 27. Januar 1995 3 Wochen (insgesamt 4) | 4                                     | The Cranberries                       | Zombie Dolores Mary O’Riordan | –                         |
| 28. Januar 1995 – 10. Februar 1995 2 Wochen | 2                                     | Rednex                                | Old Pop in an Oak Pat Reiniz | –                         |
| 11. Februar 1995 – 17. Februar 1995 1 Woche (insgesamt 4) | 4                                     | The Cranberries                       | Zombie Dolores Mary O’Riordan | –                         |
| 18. Februar 1995 – 24. Februar 1995 1 Woche (insgesamt 2) | 2                                     | Edwyn Collins                         | A Girl Like You Edwyn Stephen Collins | –                         |
| 25. Februar 1995 – 3. März 1995 1 Woche (insgesamt 3) | 3                                     | Nina                                  | The Reason Is You Musik: Nosie Katzmann, Giora Schein, Michael Eisele, Dietmar Stehle, Frank Schlingloff; Text: Nosie Katzmann                                                    | –                         |
| 4. März 1995 – 10. März 1995 1 Woche (insgesamt 2) | 2                                     | Edwyn Collins                         | A Girl Like You Edwyn Stephen Collins | –                         |
| 11. März 1995 – 24. März 1995 2 Wochen (insgesamt 3) | 3                                     | Nina                                  | The Reason Is You Musik: Nosie Katzmann, Giora Schein, Michael Eisele, Dietmar Stehle, Frank Schlingloff; Text: Nosie Katzmann                                                    | –                         |
| 25. März 1995 – 31. März 1995 1 Woche | 1                                     | Mark ’Oh                              | Tears Don’t Lie Musik: Dario Baldan Bembo, Ciro Dammicco, Marko Albrecht; Originaltext: Francesco Specchia, Alberto Salerno, Maurizio Seymandi; zusätzlicher Text: Marko Albrecht | –                         |

## Flandern

### Singles
| ← 1994 ← | Liste der Nummer-eins-Hits in Belgien (Flandern) | Liste der Nummer-eins-Hits in Belgien (Flandern) | Liste der Nummer-eins-Hits in Belgien (Flandern)                                                                     | 1996 →                    |
| \| Zeitraum \| Wo. ges. \| Interpret \| Titel Autor(en) \| Zusätzliche Informationen \| \| (Zeitraum, Wochen auf Platz eins, Interpret, Titel, Autor[en], zusätzliche Informationen) \| \| \| \| \| \| ----------------------------------------------------------------------------------------- \| -------- \| --------------------- \| -------------------------------------------------------------------------------------------------------------------- \| ------------------------- \| \| 1. April 1995 – 7. April 1995 1 Woche \| 1 \| Kamiel Spiessens \| Het isj nie moeilijk, het isj gemakkelijk Alfons Freddy de Wulf, M. Verschaeren \| – \| \| 8. April 1995 – 5. Mai 1995 4 Wochen \| 4 \| Gompie \| Alice, Who the X Is Alice Mike Chapman, Nicky Chinn \| – \| \| 6. Mai 1995 – 19. Mai 1995 2 Wochen (insgesamt 5) \| 5 \| Céline Dion \| Think Twice Andy Hill, Peter John Sinfield \| – \| \| 20. Mai 1995 – 2. Juni 1995 2 Wochen \| 2 \| Scatman John \| Scatman (Ski-Ba-Bop-Ba-Dop-Bop) Antonio Nunzio Catania, John Paul Larkin \| – \| \| 3. Juni 1995 – 23. Juni 1995 3 Wochen (insgesamt 5) \| 5 \| Céline Dion \| Think Twice Andy Hill, Peter John Sinfield \| – \| \| 24. Juni 1995 – 18. August 1995 8 Wochen \| 8 \| Vangelis \| Conquest of Paradise Evangelos Odysseas Papathanassiou \| – \| \| 19. August 1995 – 29. September 1995 6 Wochen \| 6 \| Scatman John \| Scatman’s World Antonio Nunzio Catania, John Paul Larkin \| – \| \| 30. September 1995 – 6. Oktober 1995 1 Woche \| 1 \| Technohead \| I Wanna Be a Hippy Hidle Brown Barnum, Martin J. Cooper, Cliff Goldsmith, Lee Newman, David Peel, Michael John Wells \| – \| \| 7. Oktober 1995 – 1. Dezember 1995 8 Wochen \| 8 \| Guus Meeuwis & Vagant \| Het is een nacht … (levensecht) Gustaaf S. M. Meeuwis \| – \| \| 2. Dezember 1995 – 8. Dezember 1995 1 Woche (insgesamt 4) \| 4 \| Coolio feat. L. V. \| Gangsta’s Paradise Stevie Wonder, Artis L. Ivey Jr., Douglas B. Rasheed, Larry James Sanders \| – \| \| 9. Dezember 1995 – 15. Dezember 1995 1 Woche \| 1 \| Jimmy B \| Ik ben een vent! Musik: Alfons Freddy de Wulf; Text: Eddy Du Bois \| – \| \| 16. Dezember 1995 – 5. Januar 1996 3 Wochen (insgesamt 4) \| 4 \| Coolio feat. L. V. \| Gangsta’s Paradise Stevie Wonder, Artis L. Ivey Jr., Douglas B. Rasheed, Larry James Sanders \| – \| |                                                  |                                                  | |                           |
| ← 1994 |                                                  |                                                  | | → 1996 →                  |
| Zeitraum | Wo. ges.                                         | Interpret                                        | Titel Autor(en) | Zusätzliche Informationen |
| (Zeitraum, Wochen auf Platz eins, Interpret, Titel, Autor[en], zusätzliche Informationen) |                                                  |                                                  | |                           |
| 1. April 1995 – 7. April 1995 1 Woche | 1                                                | Kamiel Spiessens                                 | Het isj nie moeilijk, het isj gemakkelijk Alfons Freddy de Wulf, M. Verschaeren                                      | –                         |
| 8. April 1995 – 5. Mai 1995 4 Wochen | 4                                                | Gompie                                           | Alice, Who the X Is Alice Mike Chapman, Nicky Chinn                                                                  | –                         |
| 6. Mai 1995 – 19. Mai 1995 2 Wochen (insgesamt 5) | 5                                                | Céline Dion                                      | Think Twice Andy Hill, Peter John Sinfield                                                                           | –                         |
| 20. Mai 1995 – 2. Juni 1995 2 Wochen | 2                                                | Scatman John                                     | Scatman (Ski-Ba-Bop-Ba-Dop-Bop) Antonio Nunzio Catania, John Paul Larkin                                             | –                         |
| 3. Juni 1995 – 23. Juni 1995 3 Wochen (insgesamt 5) | 5                                                | Céline Dion                                      | Think Twice Andy Hill, Peter John Sinfield                                                                           | –                         |
| 24. Juni 1995 – 18. August 1995 8 Wochen | 8                                                | Vangelis                                         | Conquest of Paradise Evangelos Odysseas Papathanassiou                                                               | –                         |
| 19. August 1995 – 29. September 1995 6 Wochen | 6                                                | Scatman John                                     | Scatman’s World Antonio Nunzio Catania, John Paul Larkin                                                             | –                         |
| 30. September 1995 – 6. Oktober 1995 1 Woche | 1                                                | Technohead                                       | I Wanna Be a Hippy Hidle Brown Barnum, Martin J. Cooper, Cliff Goldsmith, Lee Newman, David Peel, Michael John Wells | –                         |
| 7. Oktober 1995 – 1. Dezember 1995 8 Wochen | 8                                                | Guus Meeuwis & Vagant                            | Het is een nacht … (levensecht) Gustaaf S. M. Meeuwis                                                                | –                         |
| 2. Dezember 1995 – 8. Dezember 1995 1 Woche (insgesamt 4) | 4                                                | Coolio feat. L. V.                               | Gangsta’s Paradise Stevie Wonder, Artis L. Ivey Jr., Douglas B. Rasheed, Larry James Sanders                         | –                         |
| 9. Dezember 1995 – 15. Dezember 1995 1 Woche | 1                                                | Jimmy B                                          | Ik ben een vent! Musik: Alfons Freddy de Wulf; Text: Eddy Du Bois                                                    | –                         |
| 16. Dezember 1995 – 5. Januar 1996 3 Wochen (insgesamt 4) | 4                                                | Coolio feat. L. V.                               | Gangsta’s Paradise Stevie Wonder, Artis L. Ivey Jr., Douglas B. Rasheed, Larry James Sanders                         | –                         |

### Alben
| ← 1994 ← | Liste der Nummer-eins-Hits in Belgien (Flandern) | Liste der Nummer-eins-Hits in Belgien (Flandern) | Liste der Nummer-eins-Hits in Belgien (Flandern) | 1996 →                    |
| \| Zeitraum \| Wo. ges. \| Interpret \| Titel \| Zusätzliche Informationen \| \| (Zeitraum, Wochen auf Platz eins, Interpret, Titel, zusätzliche Informationen) \| \| \| \| \| \| ------------------------------------------------------------------------------ \| -------- \| ----------------- \| ----------------------------------------- \| ------------------------- \| \| 1. April 1995 – 19. Mai 1995 7 Wochen \| 7 \| Bruce Springsteen \| Greatest Hits \| – \| \| 20. Mai 1995 – 2. Juni 1995 2 Wochen \| 2 \| Take That \| Nobody Else \| – \| \| 3. Juni 1995 – 16. Juni 1995 2 Wochen (insgesamt 4) \| 4 \| Céline Dion \| The Colour of My Love \| – \| \| 17. Juni 1995 – 23. Juni 1995 1 Woche (insgesamt 4) \| 4 \| Céline Dion \| D’eux \| – \| \| 24. Juni 1995 – 30. Juni 1995 1 Woche \| 1 \| Pink Floyd \| Pulse \| – \| \| 1. Juli 1995 – 14. Juli 1995 2 Wochen \| 2 \| Michael Jackson \| HIStory – Past, Present and Future Book I \| – \| \| 15. Juli 1995 – 25. August 1995 6 Wochen \| 6 \| Samson & Gert \| Samson & Gert 5 \| – \| \| 26. August 1995 – 8. September 1995 2 Wochen (insgesamt 4) \| 4 \| Céline Dion \| The Colour of My Love \| – \| \| 9. September 1995 – 15. September 1995 1 Woche \| 1 \| De Smurfen \| Smurfen Houseparty \| – \| \| 16. September 1995 – 22. September 1995 1 Woche \| 1 \| Will Tura \| Bloed, zweet en tranen \| – \| \| 23. September 1995 – 13. Oktober 1995 3 Wochen (insgesamt 4) \| 4 \| Céline Dion \| D’eux \| – \| \| 14. Oktober 1995 – 27. Oktober 1995 2 Wochen \| 2 \| Vaya Con Dios \| Roots and Wings \| – \| \| 28. Oktober 1995 – 10. November 1995 2 Wochen \| 2 \| K’s Choice \| Paradise in Me \| – \| \| 11. November 1995 – 17. November 1995 1 Woche \| 1 \| Clouseau \| Oker \| – \| \| 18. November 1995 – 1. Dezember 1995 2 Wochen \| 2 \| Dana Winner \| Regen van geluk \| – \| \| 2. Dezember 1995 – 16. Februar 1996 11 Wochen \| 11 \| Helmut Lotti \| Helmut Lotti Goes Classic \| – \| |                                                  |                                                  |                                                  |                           |
| ← 1994 |                                                  |                                                  |                                                  | → 1996 →                  |
| Zeitraum | Wo. ges.                                         | Interpret                                        | Titel                                            | Zusätzliche Informationen |
| (Zeitraum, Wochen auf Platz eins, Interpret, Titel, zusätzliche Informationen) |                                                  |                                                  |                                                  |                           |
| 1. April 1995 – 19. Mai 1995 7 Wochen | 7                                                | Bruce Springsteen                                | Greatest Hits                                    | –                         |
| 20. Mai 1995 – 2. Juni 1995 2 Wochen | 2                                                | Take That                                        | Nobody Else                                      | –                         |
| 3. Juni 1995 – 16. Juni 1995 2 Wochen (insgesamt 4) | 4                                                | Céline Dion                                      | The Colour of My Love                            | –                         |
| 17. Juni 1995 – 23. Juni 1995 1 Woche (insgesamt 4) | 4                                                | Céline Dion                                      | D’eux                                            | –                         |
| 24. Juni 1995 – 30. Juni 1995 1 Woche | 1                                                | Pink Floyd                                       | Pulse                                            | –                         |
| 1. Juli 1995 – 14. Juli 1995 2 Wochen | 2                                                | Michael Jackson                                  | HIStory – Past, Present and Future Book I        | –                         |
| 15. Juli 1995 – 25. August 1995 6 Wochen | 6                                                | Samson & Gert                                    | Samson & Gert 5                                  | –                         |
| 26. August 1995 – 8. September 1995 2 Wochen (insgesamt 4) | 4                                                | Céline Dion                                      | The Colour of My Love                            | –                         |
| 9. September 1995 – 15. September 1995 1 Woche | 1                                                | De Smurfen                                       | Smurfen Houseparty                               | –                         |
| 16. September 1995 – 22. September 1995 1 Woche | 1                                                | Will Tura                                        | Bloed, zweet en tranen                           | –                         |
| 23. September 1995 – 13. Oktober 1995 3 Wochen (insgesamt 4) | 4                                                | Céline Dion                                      | D’eux                                            | –                         |
| 14. Oktober 1995 – 27. Oktober 1995 2 Wochen | 2                                                | Vaya Con Dios                                    | Roots and Wings                                  | –                         |
| 28. Oktober 1995 – 10. November 1995 2 Wochen | 2                                                | K’s Choice                                       | Paradise in Me                                   | –                         |
| 11. November 1995 – 17. November 1995 1 Woche | 1                                                | Clouseau                                         | Oker                                             | –                         |
| 18. November 1995 – 1. Dezember 1995 2 Wochen | 2                                                | Dana Winner                                      | Regen van geluk                                  | –                         |
| 2. Dezember 1995 – 16. Februar 1996 11 Wochen | 11                                               | Helmut Lotti                                     | Helmut Lotti Goes Classic                        | –                         |

## Jahreshitparaden
| ← 1994 ← | Liste der Nummer-eins-Hits in Belgien (Flandern) | Liste der Nummer-eins-Hits in Belgien (Flandern) | Liste der Nummer-eins-Hits in Belgien (Flandern) | 1996 →   |
| \| Singles \| Position# \| Alben \| \| --------------------------------------------------------------------------------------------------------------- \| --------- \| ------------------------------------------------ \| \| Het is een nacht … (levensecht) Guus Meeuwis & Vagant Gustaaf S. M. Meeuwis \| 1 \| Helmut Lotti Goes Classic Helmut Lotti \| \| Conquest of Paradise Vangelis Evangelos Odysseas Papathanassiou \| 2 \| Oker Clouseau \| \| Think Twice Céline Dion Andy Hill, Peter John Sinfield \| 3 \| The Colour of My Love Céline Dion \| \| Gangsta’s Paradise Coolio feat. L. V. Stevie Wonder, Artis L. Ivey Jr., Douglas B. Rasheed, Larry James Sanders \| 4 \| D’eux Céline Dion \| \| Het isj nie moeilijk, het isj gemakkelijk Kamiel Spiessens Alfons Freddy de Wulf, M. Verschaeren \| 5 \| No Need to Argue The Cranberries \| \| Ik ben een vent! Jimmy B Musik: Alfons Freddy de Wulf; Text: Eddy Du Bois \| 6 \| Samson & Gert 5 Samson & Gert \| \| Scatman (Ski-Ba-Bop-Ba-Dop-Bop) Scatman John Antonio Nunzio Catania, John Paul Larkin \| 7 \| Strauß & Co. André Rieu \| \| Pour que tu m’aimes encore Céline Dion Jean-Jacques Goldman \| 8 \| 1492: Conquest of Paradise (Soundtrack) Vangelis \| \| Have You Ever Really Loved a Woman? Bryan Adams Michael Arnold Kamen, Robert John Lange, Bryan Adams \| 9 \| Regen van geluk Dana Winner \| \| Alice, Who the X Is Alice Gompie Mike Chapman, Nicky Chinn \| 10 \| Greatest Hits Bruce Springsteen \| |                                                  |                                                  |                                                  |          |
| ← 1994 |                                                  |                                                  |                                                  | → 1996 → |
| Singles | Position#                                        | Alben                                            |                                                  |          |
| Het is een nacht … (levensecht) Guus Meeuwis & Vagant Gustaaf S. M. Meeuwis | 1                                                | Helmut Lotti Goes Classic Helmut Lotti           |                                                  |          |
| Conquest of Paradise Vangelis Evangelos Odysseas Papathanassiou | 2                                                | Oker Clouseau                                    |                                                  |          |
| Think Twice Céline Dion Andy Hill, Peter John Sinfield | 3                                                | The Colour of My Love Céline Dion                |                                                  |          |
| Gangsta’s Paradise Coolio feat. L. V. Stevie Wonder, Artis L. Ivey Jr., Douglas B. Rasheed, Larry James Sanders | 4                                                | D’eux Céline Dion                                |                                                  |          |
| Het isj nie moeilijk, het isj gemakkelijk Kamiel Spiessens Alfons Freddy de Wulf, M. Verschaeren | 5                                                | No Need to Argue The Cranberries                 |                                                  |          |
| Ik ben een vent! Jimmy B Musik: Alfons Freddy de Wulf; Text: Eddy Du Bois | 6                                                | Samson & Gert 5 Samson & Gert                    |                                                  |          |
| Scatman (Ski-Ba-Bop-Ba-Dop-Bop) Scatman John Antonio Nunzio Catania, John Paul Larkin | 7                                                | Strauß & Co. André Rieu                          |                                                  |          |
| Pour que tu m’aimes encore Céline Dion Jean-Jacques Goldman | 8                                                | 1492: Conquest of Paradise (Soundtrack) Vangelis |                                                  |          |
| Have You Ever Really Loved a Woman? Bryan Adams Michael Arnold Kamen, Robert John Lange, Bryan Adams | 9                                                | Regen van geluk Dana Winner                      |                                                  |          |
| Alice, Who the X Is Alice Gompie Mike Chapman, Nicky Chinn | 10                                               | Greatest Hits Bruce Springsteen                  |                                                  |          |

## Wallonien

### Singles
| ← 1994 ← | Liste der Nummer-eins-Hits in Belgien (Wallonie) | Liste der Nummer-eins-Hits in Belgien (Wallonie) | Liste der Nummer-eins-Hits in Belgien (Wallonie)                                                                | 1996 →                    |
| \| Zeitraum \| Wo. ges. \| Interpret \| Titel Autor(en) \| Zusätzliche Informationen \| \| (Zeitraum, Wochen auf Platz eins, Interpret, Titel, Autor[en], zusätzliche Informationen) \| \| \| \| \| \| ----------------------------------------------------------------------------------------- \| -------- \| ------------------ \| --------------------------------------------------------------------------------------------------------------- \| ------------------------- \| \| 1. April 1995 – 28. April 1995 4 Wochen \| 4 \| The Cranberries \| Zombie Dolores Mary O’Riordan \| – \| \| 29. April 1995 – 5. Mai 1995 1 Woche \| 1 \| Alliance Ethnik \| Respect Mickael Stephan Darmon, Fabrice Franck Henri, Nicolas Jean Vadon, Kamel Houairi, Vinia Anastasia Mojica \| – \| \| 6. Mai 1995 – 12. Mai 1995 1 Woche \| 1 \| Scatman John \| Scatman (Ski-Ba-Bop-Ba-Dop-Bop) Antonio Nunzio Catania, John Paul Larkin \| – \| \| 13. Mai 1995 – 25. August 1995 15 Wochen \| 15 \| Céline Dion \| Pour que tu m’aimes encore Jean-Jacques Goldman \| – \| \| 26. August 1995 – 27. Oktober 1995 9 Wochen \| 9 \| Scatman John \| Scatman’s World Antonio Nunzio Catania, John Paul Larkin \| – \| \| 28. Oktober 1995 – 3. November 1995 1 Woche (insgesamt 3) \| 3 \| Michael Jackson \| You Are Not Alone Eddy van Passel, Danny van Passel, Robert S. Kelly \| – \| \| 4. November 1995 – 17. November 1995 2 Wochen \| 2 \| Céline Dion \| Je sais pas Jean-Jacques Goldman \| – \| \| 18. November 1995 – 1. Dezember 1995 2 Wochen (insgesamt 3) \| 3 \| Michael Jackson \| You Are Not Alone Eddy van Passel, Danny van Passel, Robert S. Kelly \| – \| \| 2. Dezember 1995 – 8. März 1996 14 Wochen \| 14 \| Coolio feat. L. V. \| Gangsta’s Paradise Stevie Wonder, Artis L. Ivey Jr., Douglas B. Rasheed, Larry James Sanders \| – \| |                                                  |                                                  | |                           |
| ← 1994 |                                                  |                                                  | | → 1996 →                  |
| Zeitraum | Wo. ges.                                         | Interpret                                        | Titel Autor(en)                                                                                                 | Zusätzliche Informationen |
| (Zeitraum, Wochen auf Platz eins, Interpret, Titel, Autor[en], zusätzliche Informationen) |                                                  |                                                  | |                           |
| 1. April 1995 – 28. April 1995 4 Wochen | 4                                                | The Cranberries                                  | Zombie Dolores Mary O’Riordan                                                                                   | –                         |
| 29. April 1995 – 5. Mai 1995 1 Woche | 1                                                | Alliance Ethnik                                  | Respect Mickael Stephan Darmon, Fabrice Franck Henri, Nicolas Jean Vadon, Kamel Houairi, Vinia Anastasia Mojica | –                         |
| 6. Mai 1995 – 12. Mai 1995 1 Woche | 1                                                | Scatman John                                     | Scatman (Ski-Ba-Bop-Ba-Dop-Bop) Antonio Nunzio Catania, John Paul Larkin                                        | –                         |
| 13. Mai 1995 – 25. August 1995 15 Wochen | 15                                               | Céline Dion                                      | Pour que tu m’aimes encore Jean-Jacques Goldman                                                                 | –                         |
| 26. August 1995 – 27. Oktober 1995 9 Wochen | 9                                                | Scatman John                                     | Scatman’s World Antonio Nunzio Catania, John Paul Larkin                                                        | –                         |
| 28. Oktober 1995 – 3. November 1995 1 Woche (insgesamt 3) | 3                                                | Michael Jackson                                  | You Are Not Alone Eddy van Passel, Danny van Passel, Robert S. Kelly                                            | –                         |
| 4. November 1995 – 17. November 1995 2 Wochen | 2                                                | Céline Dion                                      | Je sais pas Jean-Jacques Goldman                                                                                | –                         |
| 18. November 1995 – 1. Dezember 1995 2 Wochen (insgesamt 3) | 3                                                | Michael Jackson                                  | You Are Not Alone Eddy van Passel, Danny van Passel, Robert S. Kelly                                            | –                         |
| 2. Dezember 1995 – 8. März 1996 14 Wochen | 14                                               | Coolio feat. L. V.                               | Gangsta’s Paradise Stevie Wonder, Artis L. Ivey Jr., Douglas B. Rasheed, Larry James Sanders                    | –                         |

### Alben
| ← 1994 ← | Liste der Nummer-eins-Hits in Belgien (Wallonie) | Liste der Nummer-eins-Hits in Belgien (Wallonie) | Liste der Nummer-eins-Hits in Belgien (Wallonie) | 1996 →                    |
| \| Zeitraum \| Wo. ges. \| Interpret \| Titel \| Zusätzliche Informationen \| \| (Zeitraum, Wochen auf Platz eins, Interpret, Titel, zusätzliche Informationen) \| \| \| \| \| \| ------------------------------------------------------------------------------ \| -------- \| --------------- \| ----------------------------------------- \| ------------------------- \| \| 1. April 1995 – 21. April 1995 3 Wochen \| 3 \| The Cranberries \| No Need to Argue \| – \| \| 22. April 1995 – 7. Juli 1995 11 Wochen (insgesamt 37) \| 37 \| Céline Dion \| D’eux \| – \| \| 8. Juli 1995 – 21. Juli 1995 2 Wochen \| 2 \| Michael Jackson \| HIStory – Past, Present and Future Book I \| – \| \| 22. Juli 1995 – 8. September 1995 7 Wochen (insgesamt 37) \| 37 \| Céline Dion \| D’eux \| – \| \| 9. September 1995 – 13. Oktober 1995 5 Wochen \| 5 \| Sacred Spirit \| Chants and Dances of the Native Americans \| – \| \| 14. Oktober 1995 – 16. Februar 1996 18 Wochen (insgesamt 37) \| 37 \| Céline Dion \| D’eux \| – \| |                                                  |                                                  |                                                  |                           |
| ← 1994 |                                                  |                                                  |                                                  | → 1996 →                  |
| Zeitraum | Wo. ges.                                         | Interpret                                        | Titel                                            | Zusätzliche Informationen |
| (Zeitraum, Wochen auf Platz eins, Interpret, Titel, zusätzliche Informationen) |                                                  |                                                  |                                                  |                           |
| 1. April 1995 – 21. April 1995 3 Wochen | 3                                                | The Cranberries                                  | No Need to Argue                                 | –                         |
| 22. April 1995 – 7. Juli 1995 11 Wochen (insgesamt 37) | 37                                               | Céline Dion                                      | D’eux                                            | –                         |
| 8. Juli 1995 – 21. Juli 1995 2 Wochen | 2                                                | Michael Jackson                                  | HIStory – Past, Present and Future Book I        | –                         |
| 22. Juli 1995 – 8. September 1995 7 Wochen (insgesamt 37) | 37                                               | Céline Dion                                      | D’eux                                            | –                         |
| 9. September 1995 – 13. Oktober 1995 5 Wochen | 5                                                | Sacred Spirit                                    | Chants and Dances of the Native Americans        | –                         |
| 14. Oktober 1995 – 16. Februar 1996 18 Wochen (insgesamt 37) | 37                                               | Céline Dion                                      | D’eux                                            | –                         |

## Jahreshitparaden
| ← 1994 ← | Liste der Nummer-eins-Hits in Belgien (Wallonien) | Liste der Nummer-eins-Hits in Belgien (Wallonien)                          | Liste der Nummer-eins-Hits in Belgien (Wallonien) | 1996 →   |
| \| Singles \| Position# \| Alben \| \| ------------------------------------------------------------------------------------------------------------------------------- \| --------- \| -------------------------------------------------------------------------- \| \| Pour que tu m’aimes encore Céline Dion Jean-Jacques Goldman \| 1 \| D’eux Céline Dion \| \| Zombie The Cranberries Dolores Mary O’Riordan \| 2 \| No Need to Argue The Cranberries \| \| Scatman (Ski-Ba-Bop-Ba-Dop-Bop) Scatman John Antonio Nunzio Catania, John Paul Larkin \| 3 \| HIStory – Past, Present and Future Book I Michael Jackson \| \| Respect Alliance Ethnik Mickael Stephan Darmon, Fabrice Franck Henri, Nicolas Jean Vadon, Kamel Houairi, Vinia Anastasia Mojica \| 4 \| Samedi soir sur la terre Francis Cabrel \| \| Scatman’s World Scatman John Antonio Nunzio Catania, John Paul Larkin \| 5 \| Smash The Offspring \| \| Gangsta’s Paradise Coolio feat. L. V. Stevie Wonder, Artis L. Ivey Jr., Douglas B. Rasheed, Larry James Sanders \| 6 \| Chants and Dances of the Native Americans Sacred Spirit \| \| Here Comes the Hotstepper Ini Kamoze Ini Kamoze, Chris Kenner, Kenton Nix, Salaam Remi \| 7 \| The Lion King (Soundtrack) Elton John, Tim Rice & Hans Zimmer \| \| Have You Ever Really Loved a Woman? Bryan Adams Michael Arnold Kamen, Robert John Lange, Bryan Adams \| 8 \| MTV Unplugged in New York Nirvana \| \| Je sais pas Céline Dion Jean-Jacques Goldman \| 9 \| Greatest Hits Bruce Springsteen \| \| A Girl Like You Edwyn Collins Edwyn Stephen Collins \| 10 \| Farinelli – Il castrato (Soundtrack) Derek Lee Ragin / Ewa Małas-Godlewska \| |                                                   |                                                                            |                                                   |          |
| ← 1994 |                                                   |                                                                            |                                                   | → 1996 → |
| Singles | Position#                                         | Alben                                                                      |                                                   |          |
| Pour que tu m’aimes encore Céline Dion Jean-Jacques Goldman | 1                                                 | D’eux Céline Dion                                                          |                                                   |          |
| Zombie The Cranberries Dolores Mary O’Riordan | 2                                                 | No Need to Argue The Cranberries                                           |                                                   |          |
| Scatman (Ski-Ba-Bop-Ba-Dop-Bop) Scatman John Antonio Nunzio Catania, John Paul Larkin | 3                                                 | HIStory – Past, Present and Future Book I Michael Jackson                  |                                                   |          |
| Respect Alliance Ethnik Mickael Stephan Darmon, Fabrice Franck Henri, Nicolas Jean Vadon, Kamel Houairi, Vinia Anastasia Mojica | 4                                                 | Samedi soir sur la terre Francis Cabrel                                    |                                                   |          |
| Scatman’s World Scatman John Antonio Nunzio Catania, John Paul Larkin | 5                                                 | Smash The Offspring                                                        |                                                   |          |
| Gangsta’s Paradise Coolio feat. L. V. Stevie Wonder, Artis L. Ivey Jr., Douglas B. Rasheed, Larry James Sanders | 6                                                 | Chants and Dances of the Native Americans Sacred Spirit                    |                                                   |          |
| Here Comes the Hotstepper Ini Kamoze Ini Kamoze, Chris Kenner, Kenton Nix, Salaam Remi | 7                                                 | The Lion King (Soundtrack) Elton John, Tim Rice & Hans Zimmer              |                                                   |          |
| Have You Ever Really Loved a Woman? Bryan Adams Michael Arnold Kamen, Robert John Lange, Bryan Adams | 8                                                 | MTV Unplugged in New York Nirvana                                          |                                                   |          |
| Je sais pas Céline Dion Jean-Jacques Goldman | 9                                                 | Greatest Hits Bruce Springsteen                                            |                                                   |          |
| A Girl Like You Edwyn Collins Edwyn Stephen Collins | 10                                                | Farinelli – Il castrato (Soundtrack) Derek Lee Ragin / Ewa Małas-Godlewska |                                                   |          |